# أليكس زهرة
أليكس زهرة هو ممثل كندي، ولد في 1953 في كندا.

## أعمال

### أفلام
- (1999) المحارب الثالث عشر[3]
- (2013) قرون[4]
- (2016) برين أون فاير

### مسلسلات
- الرجل في القلعة العالية
- كان ياما كان

## وصلات خارجية
- أليكس زهرة على موقع IMDb (الإنجليزية)
- أليكس زهرة على موقع ألو سيني (الفرنسية)
- أليكس زهرة على موقع أول موفي (الإنجليزية)
- أليكس زهرة على موقع قاعدة بيانات الفيلم (الإنجليزية)
- أليكس زهرة على موقع كينوبويسك (الروسية)